# Powiercie (gromada)
Powiercie – dawna gromada, czyli najmniejsza jednostka podziału terytorialnego Polskiej Rzeczypospolitej Ludowej w latach 1954–1972.
Gromady, z gromadzkimi radami narodowymi (GRN) jako organami władzy najniższego stopnia na wsi, funkcjonowały od reformy reorganizującej administrację wiejską przeprowadzonej jesienią 1954 do momentu ich zniesienia z dniem 1 stycznia 1973, tym samym wypierając organizację gminną w latach 1954–1972.
Gromadę Powiercie z siedzibą GRN w Powierciu utworzono – jako jedną z 8759 gromad na obszarze Polski – w powiecie kolskim w woj. poznańskim, na mocy uchwały nr 24/54 WRN w Poznaniu z dnia 5 października 1954. W skład jednostki weszły obszary dotychczasowych gromad Leśnica, Powiercie i Powiercie-Kolonia ze zniesionej gminy Czołowo oraz obszary dotychczasowych gromad Przybyłów i Skobielice ze zniesionej gminy Chełmno w tymże powiecie. Dla gromady ustalono 18 członków gromadzkiej rady narodowej.
Gromadę zniesiono 1 stycznia 1958, a jej obszar włączono do nowo utworzonej gromady Koło w tymże powiecie.